# Richard Price (schrijver)
Richard Price (New York, 12 oktober 1949), ook bekend onder het pseudoniem Harry Brandt, is een Amerikaans auteur en scenarioschrijver. Hij is bekend van de romans The Wanderers (1974), Clockers (1992) en Lush Life (2008). Daarnaast schreef hij de filmscenario's voor onder meer The Color of Money (1986) en Night and the City (1992).

## Carrière
Richard Price werd in 1949 geboren in het New Yorkse stadsdeel The Bronx als de zoon van Milton Price en Harriet Rosenbaum. Hij groeide op in een Joods gezin en woonde in zijn jeugdjaren in een sociale woning. In 1967 studeerde hij af aan de Bronx High School of Science. Nadien behaalde hij een bachelordiploma aan de Cornell-universiteit en een masterdiploma aan de Columbia-universiteit.
In 1974 bracht hij met The Wanderers, een coming of age-verhaal dat zich afspeelde in The Bronx, zijn eerste roman uit. Deze werd in 1979 onder dezelfde naam verfilmd door regisseur Philip Kaufman. In de daaropvolgende jaren schreef Price ook bekende romans als Clockers (1992) en Lush Life (2008).
Vanaf de jaren 1980 probeerde Price ook een filmcarrière te lanceren. Zijn officieel debuut maakte hij met The Color of Money (1986), een verfilming van Walter Tevis' gelijknamige roman. Het leverde hem zijn enige Oscarnominatie op. 
Het was zijn eerste samenwerking met regisseur Martin Scorsese, die hij nadien ook zou assisteren bij het schrijven van het segment "Life Lessons" uit de anthologiefilm New York Stories (1989). Price schreef ook het scenario voor de 18 minuten durende videoclip van het nummer "Bad" van Michael Jackson. De clip werd eveneens geregisseerd door Scorsese.
Verder schreef Price ook de scenario's voor de Robert De Niro-films Night and the City (1992) en Mad Dog and Glory (1993). In 1995 vormde hij zijn eigen roman Clockers om tot een scenario, dat uiteindelijk zou verfilmd worden door Spike Lee.
Tussen 2004 en 2008 schreef Price ook vijf afleveringen voor David Simons misdaadserie The Wire (2002–2008). Het leverde hem in 2008 een Writers Guild of America Award op. Sinds 2017 werkt hij met Simon ook samen aan de dramareeks The Deuce.

## Prijzen en nominaties
Academy Awards
- Beste scenario (adaptatie) – The Color of Money (1986) (genomineerd)

Writers Guild of America Award
- 2008: Beste dramaserie – The Wire (2002–2008) (gewonnen)
- 2009: Beste dramaserie – The Wire (2002–2008) (genomineerd)

## Filmografie

### Film
- The Color of Money (1986)
- New York Stories (1989)
- Sea of Love (1989)
- Night and the City (1992)
- Mad Dog and Glory (1993)
- Clockers (1995)
- Kiss of Death (1995)
- Ransom (1996)
- Shaft (2000)
- Freedomland (2006)
- Child 44 (2014)

### Televisie
- The Wire (2002–2008) (5 afleveringen)
- NYC 22 (2012) (9 afleveringen)
- Criminal Justice (2014–2015) (2 afleveringen)
- The Night Of (2016) (8 afleveringen)
- The Deuce (2017–2018) (6 afleveringen)